# Konkordanz (Geologie)
Konkordanz (nach lateinisch: concordans, zusammenstimmend), als Gegenbegriff zur Diskordanz, bezeichnet die ungestörte und gleichsinnige Überlagerung von älteren durch jüngere Gesteinsschichten. Das heißt, die Gesteinsschichtung hat gleiches Streichen und Fallen (annähernd parallele Raumlage). Konkordanz kann somit als Hinweis auf eine ununterbrochene Sedimentation aufgefasst werden, wobei die Sedimentationsrate jedoch schwanken kann.
Zuweilen können aber auch Ganggesteine, als Lagergänge oder Sills, konkordant in geschichtete Gesteine eindringen.
Eine scheinbar gleichsinnige Konkordanz wird Akkordanz genannt.